# Anguilla Amateur Athletic Federation
Die Anguilla Amateur Athletic Federation (AAAF) ist der Leichtathletikverband von Anguilla. Er wurde 1978 gegründet und hat ihren Sitz in deren Hauptstadt The Valley. Derzeitige Präsidentin ist Lorna Rogers.
Die AAAF vertritt Anguilla im Kontinentalverband NACAC sowie im Weltdachverband World Athletics.
An Olympischen Spielen können Sportlerinnen und Sportler als Teil der Britischen Überseegebiete nicht für Anguila antreten, jedoch treten viele für das Vereinigte Königreich an.